# Tetrafarmakum
Tetrafarmakum (latin: tetrapharmacum, grekiska: tetrapharmakon, det "fyrfaldiga läkemedlet") var en läkemedelsberedning känd i den antika grekiska farmakologin. Det bestod av en blandning av vax, pinjeextrakt, beck och djurfett, oftast från gris.